# Amanico Ergina Village
Amanico Ergina Village es un área no incorporada ubicada en el condado de San Francisco en el estado estadounidense de California.

## Geografía
Amanico Ergina Village se encuentra ubicada en las coordenadas 37°46′57″N 122°26′12″O / 37.78250, -122.43667.